# 圭亞那酸欖豆
圭亞那酸欖豆（ 學名：Dialium guianense）又名圭亞那摘亞木，是豆科酸欖豆屬的一個物種，原生於南美洲至中美洲的熱帶及亞熱帶地區，為多年生喬木。

## 名稱
本種的種小名“guianense”取自其模式標本採集地——圭亞那。

## 形態
本種為多年生大型喬木，可高達15至30米。

## 分佈
本種分佈於中南美洲海拔5到1000米的熱帶雨林之中，包括伯利茲、玻利維亞、巴西大部、哥倫比亞、哥斯達黎加、厄瓜多爾、法屬圭亞那、危地馬拉、圭亞那、洪都拉斯、墨西哥南部、尼加拉瓜、巴拿馬、秘魯、蘇里南和委內瑞拉。
古巴及波多黎各也有引入種群。

## 保護現狀
截至2018年，國際自然保護聯盟瀕危物種紅色名錄評估本種的保護現狀為“無危”。